# Vrooom
Vrooom è il primo EP del gruppo musicale britannico King Crimson, pubblicato nel 1994 dalla Discipline Global Mobile.

## Tracce
Testi e musiche dei King Crimson.
1. Vrooom – 7:16
2. Sex Sleep Eat Drink Dream – 4:42 (Adrian Belew, King Crimson)
3. Cage – 1:36 (Adrian Belew, King Crimson)
4. Thrak – 7:19
5. When I Say Stop, Continue – 5:20
6. One Time – 4:28 (Adrian Belew, King Crimson)

## Formazione
- Adrian Belew – voce, chitarra
- Robert Fripp – chitarra
- Tony Levin – basso, stick
- Trey Gunn – stick
- Bill Bruford – batteria acustica ed elettronica
- Pat Mastelotto – batteria acustica ed elettronica